# Palacio de Łomnica

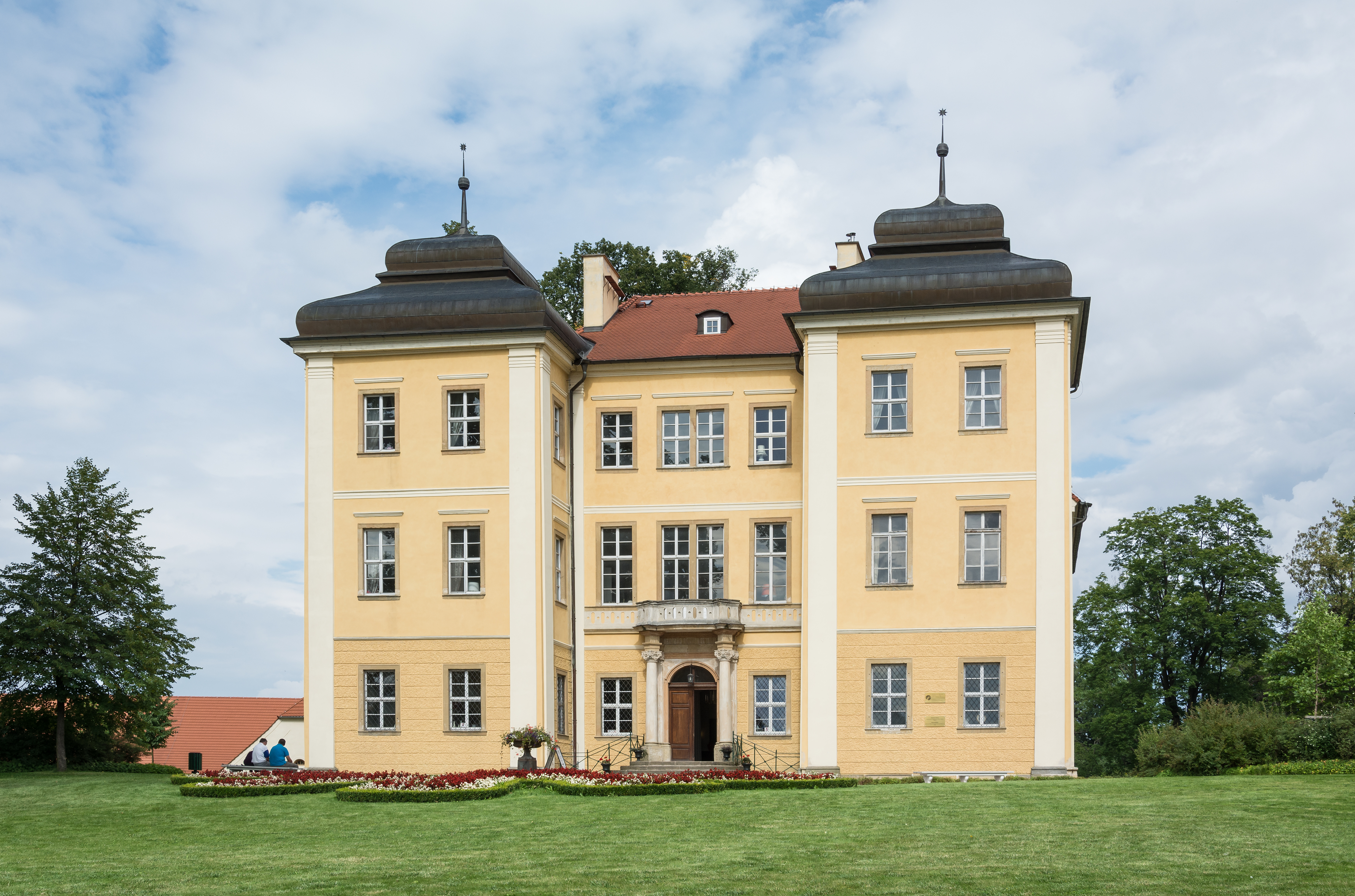
Palacio de Łomnica

El Palacio de Łomnica: un palacio barroco del siglo XVII con un edificio residencial, la llamada Casa de la Viuda, situado en la parte norte de Łomnica, en la encrucijada de las vías a Karpniki y Wojanów, a unos cinco kilómetros de Jelenia Góra.

## Historia del Palacio y de laCasa de la Viuda

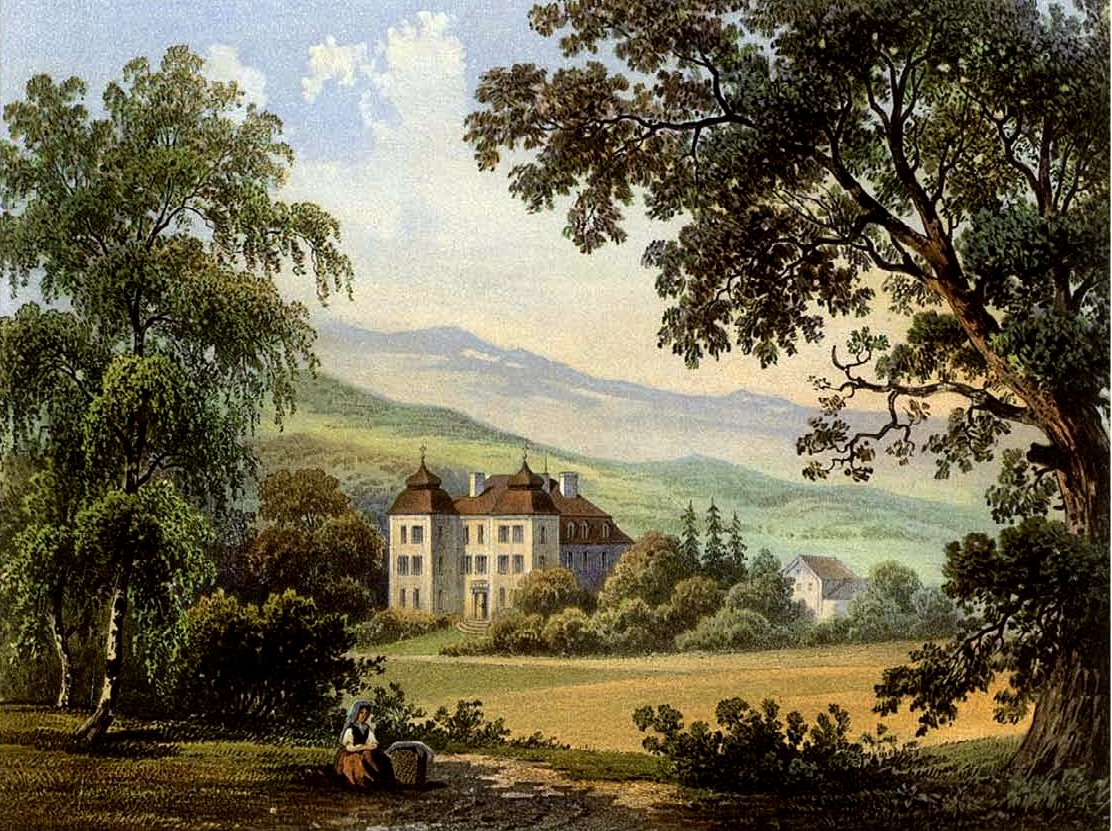
Palacio en el siglo XIX

Las primeras informaciones sobre los bienes de Łomnica proceden de los años 1475-1654. En aquella época el patrimonio pertenecía a la familia Zedlitz. Entre los años 1654 y 1737 fue propiedad de la familia Tomagnini y desde el tercer cuarto del siglo XVII hasta el año 1811 de la familia Menzl. Los bienes de Łomnica pasaron a manos de las familias Flach y von Roth y en el año 1835 los compró Carl Gustaw von Küster.
La residencia de estilo barroco temprano, fue construida hacia la segunda mitad del siglo XVII. En la década de 1820, durante una reconstrucción, se realizaron cambios en la fachada y en el interior. El proyecto de reconstrucción se atribuye a Martin Franz de Revel. Los cambios más significativos en el aspecto del edificio fueron realizados en los años 1838-1844 por Albert Tollberg. Se modificó la distribución de las habitaciones, se añadió una escalera representativa, se construyeron nuevas plantas y se ampliaron los huecos de las ventanas. Tras la Segunda Guerra Mundial, el palacio pasó a ser propiedad del Estado polaco. En el palacio hubo una escuela hasta 1977. La residencia estuvo devastada tras ser abandonada desde finales de los años 70. En 1992, el palacio fue comprado por una empresa polaco-alemana, después de lo cual comenzaron las obras de renovación.

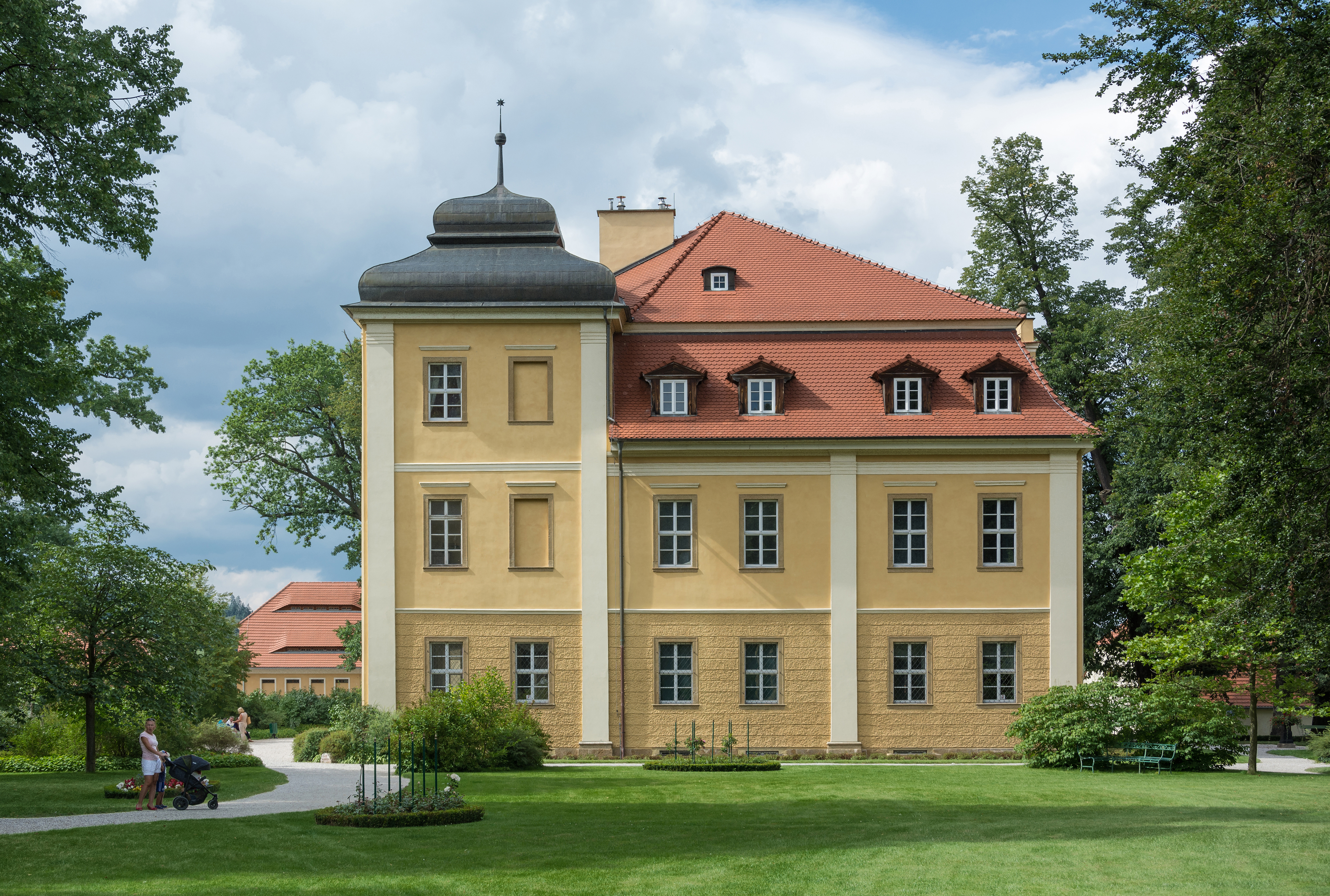
Vista desde el sureste

La residencia Casa de la Viuda fue construida entre 1803 y 1804 por Christian Gottfried Mentzel. El edificio estaba previsto para un anciano de la familia von Menzel. Después de la guerra, la casa se utilizó con fines residenciales. Actualmente el edificio alberga un hotel, un restaurante y una cafetería.
El complejo agrícola situado junto al palacio sirve actualmente como establecimiento comercial y de restauración (productos de lino, productos regionales, panadería, restaurante, herrería).
Durante su existencia, el Palacio de Łomnica perteneció a:
- la familia von Zedlitz - 1475-1654
- la familia von Tomagnini - 1654-1737
- Christian Mentzel, comerciante de Jelenia Góra, 1737-1811
- Johann Georg Flack de Kowary de 1811 a 1820
- Barón Moritz von Roth - entre 1820 y 1835
- la familia von Küster - 1835-1945
- el Estado polaco - 1945-1992
- actualmente está en manos privadas (Elisabeth von Küster)

## Descripción del palacio y de laCasa de la Viuda
El palacio es un edificio de tres pisos de planta cuadrada con avant-corps en las esquinas de la fachada. Las alcobas están cubiertas con cúpulas aplanadas, el cuerpo del palacio está cubierto con un tejado a cuatro aguas. En el eje en la fachada hay un portal de balcón. En el interior del palacio se ha conservado la disposición espacial. En las habitaciones de la planta baja se conservaron grandes fragmentos de pinturas murales de principios del siglo XVIII y del siglo XIX.

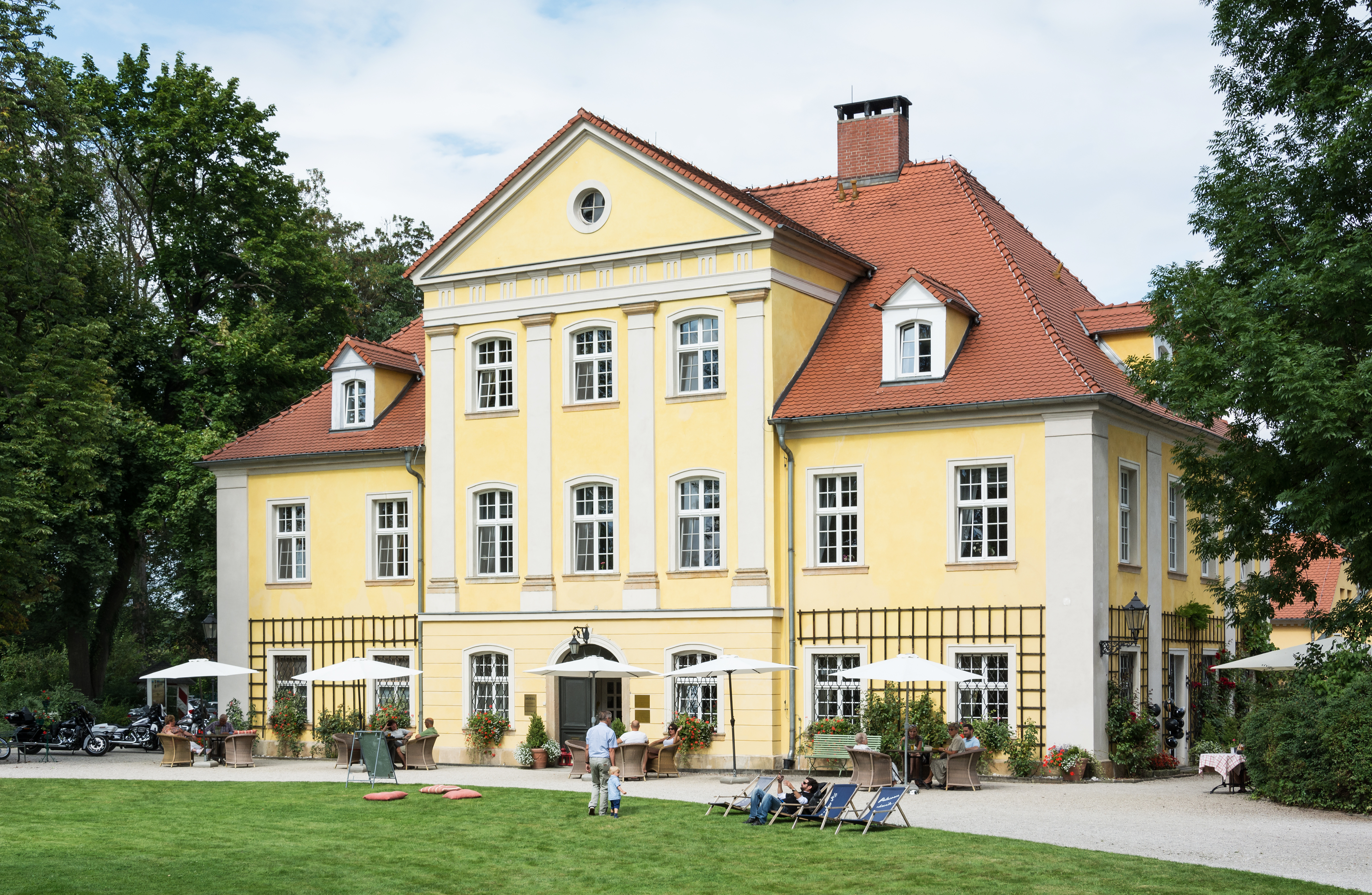
La residencia Casa de la viuda

La residencia Casa de la Viuda es un edificio clasicista de planta rectangular, de dos pisos, cubierto con un tejado a cuatro aguas. En los lados norte y sur hay mayores cuerpos adelantados aparentes. El interior es de dos tramos. Se ha conservado la disposición original de las habitaciones.